# Гіллястий провулок
Гілля́стий прову́лок — провулок у Дніпровському районі міста Києва, мікрорайон ДВРЗ. Пролягає від Марганецької вулиці до Опришківської вулиці. 
Прилучається вулиця Князя Любарта.

## Історія
Провулок виник у 1950-ті роки під назвою 806-та Нова вулиця. Сучасна назва — з 1953 року.

## Зображення

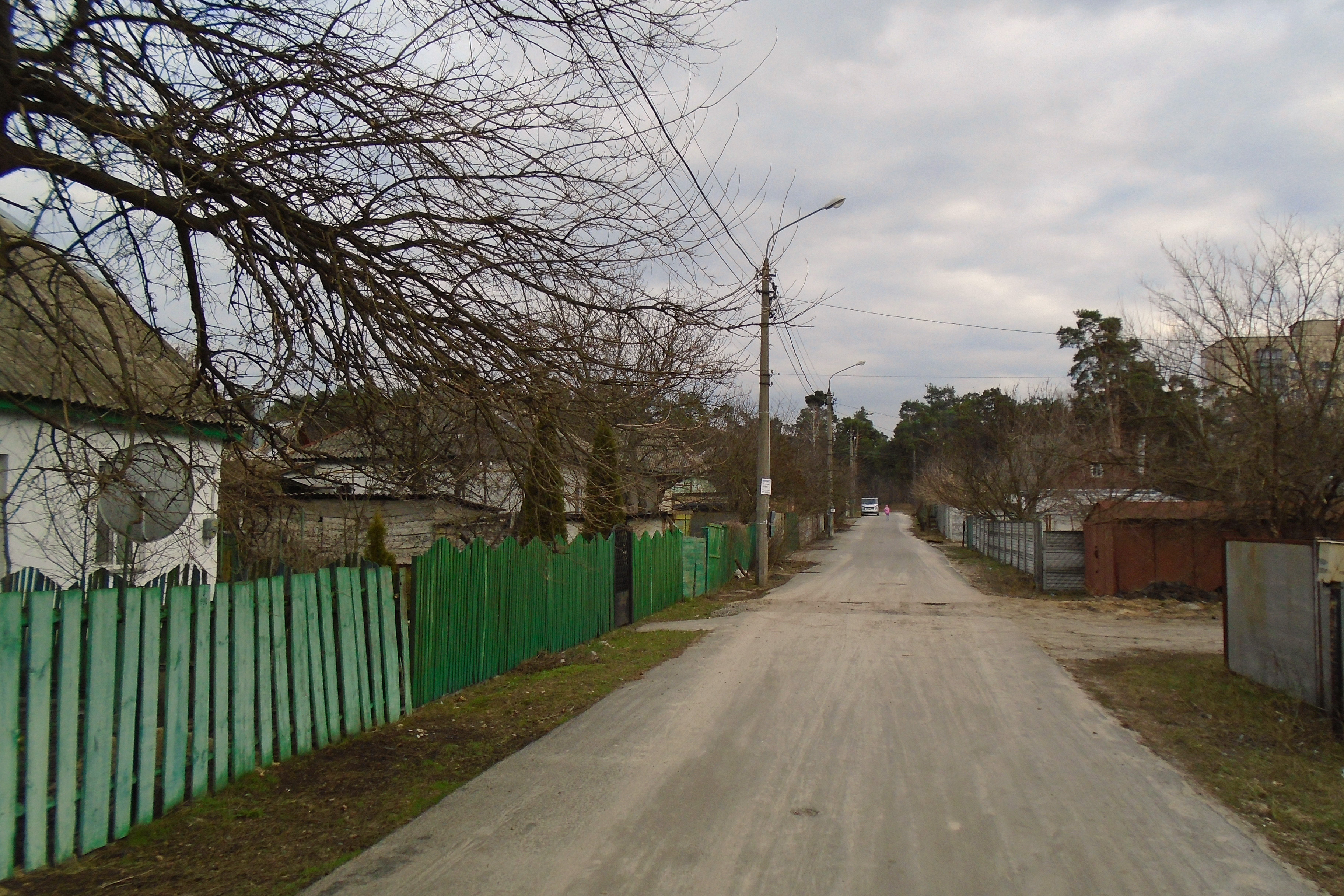
Поблизу перетину з вулицею Князя Любарта
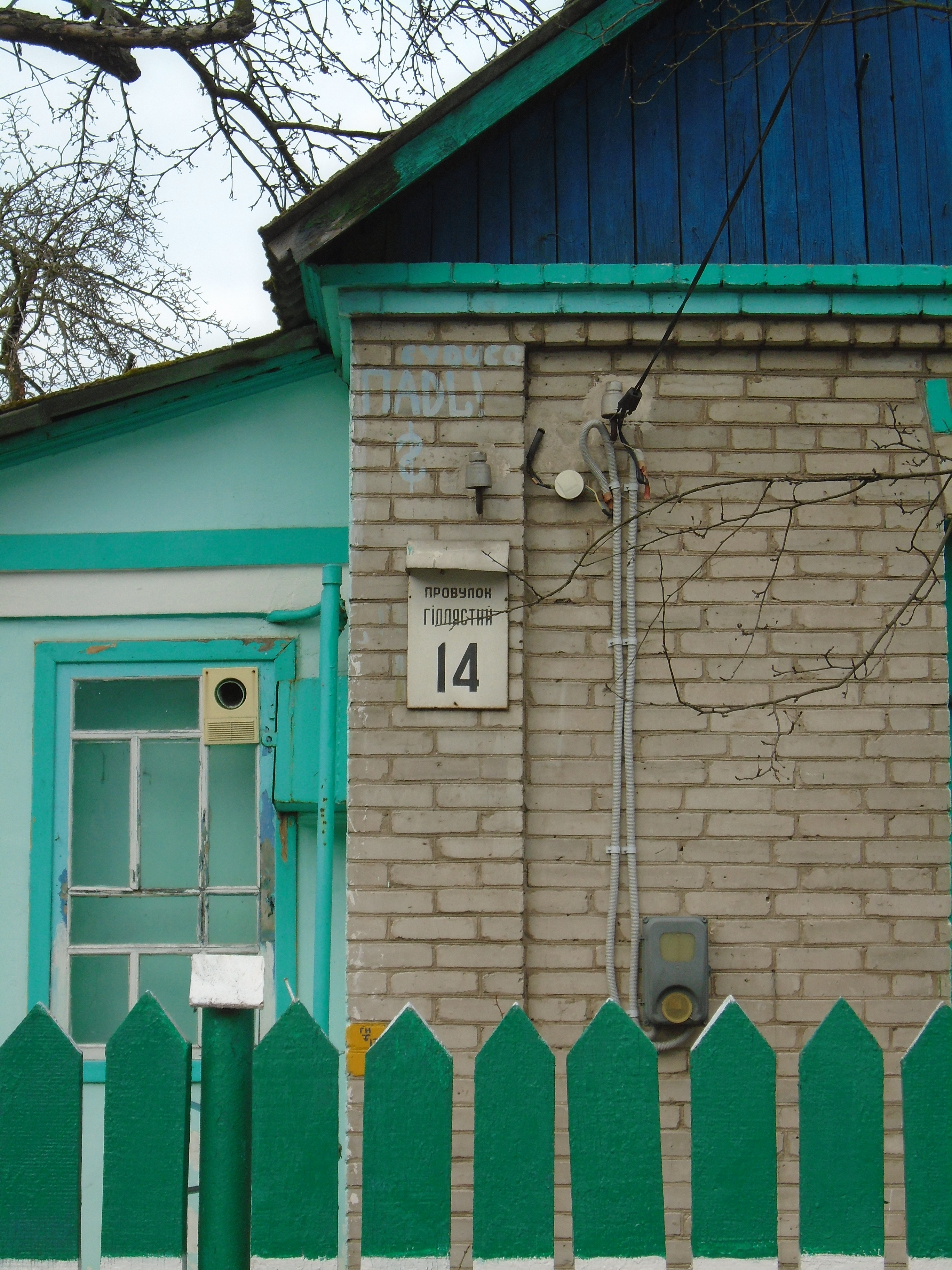
Адресна табличка